# José Falcón
José Matías Falcón de Lara (Asunción, Paraguay; 24 de febrero de 1810-12 de enero de 1881) fue un diplomático y político paraguayo.